# Cavriglia
Cavriglia è un comune italiano di 9 522 abitanti della provincia di Arezzo in Toscana.

## Geografia fisica
- Classificazione sismica: zona 3 (sismicità medio-bassa),Deliberazione GRT n. 421 del 26.05.2014
- Classificazione climatica: zona E, 2106 GR/G
- Diffusività atmosferica: alta, Ibimet CNR 2002

## Storia
I primi insediamenti umani sono molto antichi, come testimoniano alcuni ritrovamenti archeologici (di epoca romana ed etrusca presso Cavriglia e Montaio, di epoca etrusca presso Sereto) e la toponomastica locale. Sono infatti abbondanti i toponimi di origine etrusca e latina (Avane, Casignano, Secciano, Caiano e lo stesso Cavriglia - da Caprilius).
Il versante dei Monti del Chianti occupato dal territorio cavrigliese era quasi con certezza attraversato da una strada di epoca romana che congiungeva il Valdarno con la valle della Greve, passando dal varco di Cintoia. Tale presenza è testimoniata da alcuni toponimi (Casa Migliarina, Monte Termini, Limite) e dal ritrovamento di tratti di selciato, ma soprattutto dall'allineamento, lungo questo ipotetico percorso, di alcune pievi (notoriamente veri e propri "segnavia"): Petrolo, San Giovanni, San Pancrazio e Gaville. Di queste pievi, due, quella di San Giovanni e di San Pancrazio, si trovano nel territorio comunale. Degne di nota sono anche la chiesetta di San Michele a Sereto e quella di San Lorenzo a Casignano, che conservano pressoché intatte le loro caratteristiche romaniche.
Da documenti del '200 e del '300 veniamo a sapere che nel territorio del comune di Cavriglia le più antiche famiglie feudatarie erano quelle dei conti Guidi e dei Ricasoli con i loro "consorti" Firidolfi; poi, così come in altre zone del Valdarno, salirono alla ribalta le potenti famiglie degli Ubertini e dei Pazzi e infine i Franzesi. Fino alla seconda metà del '200 il Castello di Montaio fu possedimento dei Guidi e roccaforte ghibellina contro la Repubblica Fiorentina, che infine lo conquistò. Stessa sorte toccò al Castello di Montegonzi, località già menzionata nei Decimari del XIII e XIV secolo, col nome di San Pietro di Formica, che fu prima possesso dei Guidi, poi dei Ricasoli e poi, dopo il 1314, della Repubblica Fiorentina, che ne acquistò la Rocca. Anche Castelnuovo d'Avane (oggi dei Sabbioni), dopo la battaglia di Montaperti, dovette subire la furia dei ghibellini. Proprio a Castelnuovo dei Sabbioni, una lapide sul fronte di una casa ricorda che qui ha vissuto il pittore Andrea Del Sarto; notizia "curiosa "che non trova riscontro in nessun'altra attestazione documentaria.
Nel territorio del Comune di Cavriglia si trovavano anche altri fortilizi medievali quali il Castello di Montedomenichi, già dei Ricasoli che fu comprato nel 1314 dalla Repubblica Fiorentina per farne un caposaldo difensivo, come testimoniano gli imponenti ruderi; e il Castello di Pianfranzese, che fu luogo d'origine della nobile famiglia dei Franzesi, piccoli nobili, forse vassalli degli Ubertini. Nel XII secolo Biccio e Musciatto dei Franzesi dettero vita, in Francia, ad una compagnia mercantile che divenne finanziatrice della corona. A Parigi, nella Rue des Bourdonnais (tutt'oggi esistente vicino al Louvre) fecero costruire un palazzo noto col nome di "Hotel des Sir Biche ed Mouche" e divennero consiglieri di Filippo il Bello.
Nel medioevo il centro del potere civile della zona aveva sede nel castello di Montaio che fino alla metà del XIII secolo costituì uno dei principali possedimenti dei Conti Guidi. A partire dal Duecento Firenze riorganizzò i territori che ricadevano sotto la propria influenza raggruppando i piccoli borghi del contado in confederazioni denominate “Leghe”. Nel territorio cavrigliese fu fondata la Lega d'Avane che rimase in vita fino al 1774. In quest'anno, a seguito delle riforme leopoldine, il territorio della Lega d'Avane fu annesso a San Giovanni per esserne successivamente distaccato agli inizi dell'Ottocento, per formare il Comune di Cavriglia.
Il Comune di Cavriglia nacque il 17 marzo 1809, quando si riunì per la prima volta il "Consiglio della Comune". In esso, per volere del governo napoleonico, vennero incorporati i "popoli" di Montaio, Montegonzi, Castelnuovo, Meleto, che precedentemente avevano fatto parte della Lega d'Avane della quale Montegonzi era il capoluogo. Il suo territorio si estende sulle pendici orientali dei Monti del Chianti, nel Valdarno superiore, ed è solcato da numerosi corsi d'acqua che scendono verso l'Arno.

## Le stragi nazifasciste
Il 4 luglio 1944,  durante la seconda guerra mondiale, le comunità delle frazioni di Meleto Valdarno, Castelnuovo dei Sabbioni, Massa dei Sabbioni e San Martino subisco terribili stragi per mano nazista che uccidono un totale di 191 civili (tra cui il padre di Roberto Cavalli, Giorgio).  Responsabili del massacro furono i paracadutisti del 76. Panzerkorps comandati dai generali Foster e Heidrich e dai colonnelli Bornscheuer e Kluge. A loro si aggiunsero gli uomini della Alarmkompanie Vesuv di Wolf, specializzata nella caccia alle bande partigiane.

## Sviluppo turistico
Oggi Cavriglia, attraverso le modificazioni subite dal proprio territorio e le nuove condizioni sociali createsi a seguito della recente industrializzazione, ha riscoperto l'importanza delle sue radici culturali e storiche e ne promuove la conoscenza anche a fini turistici tanto da divenire meta di numerose persone che lo scelgono per trascorrervi un periodo di riposo o per una vacanza.

## Stemma
Lo stemma è stato riconosciuto con DPCM del 15 marzo 1951.
Il gonfalone , concesso con DPR del 18 aprile 1951, è un drappo di azzurro.

## Onorificenze
Cavriglia è tra le città decorate al valor militare per la guerra di liberazione, insignita della medaglia di bronzo al valor militare per i sacrifici delle sue popolazioni e per l'attività nella lotta partigiana durante la seconda guerra mondiale:

## Monumenti e luoghi d'interesse
Nella parte più antica del paese si trova la Pieve di San Giovanni Battista con l'adiacente Museo di Arte sacra. Poco fuori dal paese troviamo il Monastero di S. Maria. Il Municipio è caratterizzato da una interessante raccolta di arte moderna. Non molto distante dall'abitato di Cavriglia si trova il Roseto “Carla Fineschi”, parco botanico unico al mondo dove sono coltivate migliaia di rose di diverse varietà. Grandi trascorsi storici caratterizzano il piccolo borgo di Montegonzi, mentre gli appassionati di arte romanica non possono mancare una visita alla Pieve di San Pancrazio. Da non dimenticare l'abitato di Castelnuovo dei Sabbioni dove si trovano il grande murale di Venturino Venturi in ricordo delle vittime delle stragi della II Guerra Mondiale ed il museo delle miniere di lignite, nel vecchio borgo oggi abbandonato. Gli amanti della natura possono visitare il Parco di Cavriglia in località Poggio a Caiano ed organizzare un'escursione alla scoperta dei ruderi del castello di Montedominici. All'ombra delle grandi ciminiere della centrale termoelettrica segnaliamo il villaggio e la chiesa di S. Barbara.
- Ruderi del Castello di Montedomenichi nella frazione di Castelnuovo dei Sabbioni
- Chiesa di Santa Maria
- Pieve di San Giovanni Battista
- Pieve di San Pancrazio
- La moderna chiesa di San Donato, che sostituisce la precedente chiesa nel borgo vecchio, conserva una tardoquattrocentesca Madonna in trono e Santi di un pittore non ancora individuato dell'ambiente del Ghirlandaio.[8]
- Murales di Venturino Venturi - Castelnuovo dei Sabbioni
- Monumento ai Caduti di Venturino Venturi - Castelnuovo dei Sabbioni
- Roseto botanico Carla Fineschi (località Casalone)
- Villa e borgo di Barberino a Meleto Valdarno (già Avane), secolo decimo.
- Centrale Termoelettrica Santa Barbara
- MINE - Museo della miniera e del territorio (Castelnuovo dei Sabbioni)
- Chiesa di S. Lorenzo a Borgo Casignano
- Parco naturale di Cavriglia

## Società

### Evoluzione demografica
Abitanti censiti

### Etnie e minoranze straniere
Secondo i dati ISTAT al 31 dicembre 2009 la popolazione straniera residente era di 505 persone. Le nazionalità maggiormente rappresentate in base alla loro percentuale sul totale della popolazione residente erano:
- Albania 148 1,57%
- Romania 110 1,17%

## Cultura

### Biblioteca
Nel Comune è presente una biblioteca comunale inaugurata nel 2017 ed intitolata all'artista Venturino Venturi 

### Museo
Nel 2012 è stato aperto il Museo delle miniere e del territorio (MINE) al Vecchio Paese di Castelnuovo dei Sabbioni, Cavriglia(AR) 
Musica
Terra Innamorata (1978), Il Canzoniere del Valdarno, Materiali Sonori

### Cinema
- Ivo il tardivo (1995)
- Il più lungo giorno (1997), regia Roberto Riviello, produzione Duea Film

### Letteratura
- ‘’L’ultimo sopravvissuto di Cefalonia’’, di Filippo Boni, Longanesi Editore, Milano, 2019
- ‘’Muoio per te. Cavriglia, 4 luglio 1944: un massacro che l’Italia ha dimenticato’’, di Filippo Boni, Longanesi Editore, 2021

## Amministrazione
Di seguito è presentata una tabella relativa alle amministrazioni che si sono succedute in questo comune.
| Periodo         | Periodo         | Primo cittadino                 | Partito                                                        | Carica  | Note   |
| --------------- | --------------- | ------------------------------- | -------------------------------------------------------------- | ------- | ------ |
| 14 giugno 1985  | 15 giugno 1990  | Brunetto Pelagani               | Partito Comunista Italiano                                     | Sindaco | [ 12 ] |
| 15 giugno 1990  | 12 gennaio 1991 | Brunetto Pelagani               | Partito Comunista Italiano                                     | Sindaco | [ 12 ] |
| 12 gennaio 1991 | 24 aprile 1995  | Enzo Brogi                      | Partito Democratico della Sinistra, Partito Comunista Italiano | Sindaco | [ 12 ] |
| 24 aprile 1995  | 14 giugno 1999  | Enzo Brogi                      | Partito Democratico della Sinistra                             | Sindaco | [ 12 ] |
| 14 giugno 1999  | 14 giugno 2004  | Enzo Brogi                      | Democratici di Sinistra                                        | Sindaco | [ 12 ] |
| 14 giugno 2004  | 8 giugno 2009   | Ivano Ferri                     | centro-sinistra                                                | Sindaco | [ 12 ] |
| 8 giugno 2009   | 26 maggio 2014  | Ivano Ferri                     | lista civica Insieme per Cavriglia                             | Sindaco | [ 12 ] |
| 26 maggio 2014  | 27 maggio 2019  | Leonardo Degl'Innocenti O Sanni | lista civica Insieme per Cavriglia                             | Sindaco | [ 12 ] |
| 27 maggio 2019  | in carica       | Leonardo Degl'Innocenti O Sanni | lista civica Insieme per Cavriglia                             | Sindaco | [ 12 ] |

### Gemellaggi
- La Chapelle-Saint-Mesmin
- Melleha